# Scutellaria alabamensis
Scutellaria alabamensis är en kransblommig växtart som beskrevs av Alexander. Scutellaria alabamensis ingår i Frossörtssläktet som ingår i familjen kransblommiga växter. Inga underarter finns listade i Catalogue of Life.